# Carla Rebecchi
Carla Rebecchi (Buenos Aires, 7. rujna 1984.) je argentinska hokejašica na travi. 
Svojim nastupima je izborila mjesto u argentinskoj izabranoj vrsti. 
Igra za klub Club Ciudad de Buenos Aires (po stanju od 3. studenog 2009.).
Osvajačica je brončanog odličja na OI 2008. u Pekingu u OI 2012 u London.

## Sudjelovanja na velikim natjecanjima
- 2004.: Trofej prvakinja u Rosariju
- 2006.: SP u Madridu, bronca
- 2006.: Južnoameričke igre u Buenos Airesu, zlato
- 2006.: Trofej prvakinja u Amstelveenu, 4.
- 2007.: Trofej prvakinja u Quilmesu, srebro
- 2007.: Panameričke igre u Rio de Janeiru, zlato
- 2008.: OI u Pekingu, bronca
- 2008.: Trofej prvakinja u Mönchengladbachu, zlato
- 2009.: Panamerički kup u Hamiltonu, zlato
- 2010. - zlatno odličje na svjetskom kupu u Rosario, Argentina
- 2011.: Panameričke igre u Guadalajara, srebro
- 2011.: Trofej prvakinja u Amstelveenu, srebro
- 2012.: OI u London, srebro
- 2013.: Panamerički kup u Mendoza, zlato
- Trofej prvakinja 2008, 2009, 2010, 2012, 2014 (zlato)
- 2014. -  brončano odličje na svjetskom kupu u Haag

## Priznanja i uspjesi
- 2006.: najbolja igračica na SP-u "ispod 23" u Španjolskoj
- 2008.: članica sastava zvijezda po izboru međunarodne hokejske federacije
- 2009.: najbolja igračica na Panameričkom kupu u Hamiltonu

## Vanjske reference
- Službene stranice OI 2008.
- (šp.) Confederación Argentina de Hockey Official site of the Argentine Hockey Confederation
- Sports-reference  Arhivirana inačica izvorne stranice od 24. lipnja 2012. (Wayback Machine)